# Ferley Villamil
Ferley Villamil (Moniquirá, Boyacá, Colombia; 17 de febrero de 1980) es un exfutbolista y entrenador colombiano. En la actualidad dirige al Patriotas Boyacá Femenino de la Liga Profesional Femenina de Fútbol de Colombia.

## Trayectoria

### Como jugador
Luego de jugar la primera fase de la Copa Libertadores 2008 y ganar el Torneo Apertura 2008 con el Boyacá Chicó, cambió de equipo para el 2009, siendo parte del Deportivo Pasto.
Debutó en el año 1996 con el Lanceros Boyacá se mantuvo activo hasta 2014 cuando se retiró en la liga de Catar, en total militó en 9 equipos de 3 países.

### Como entrenador
El 3 de marzo de 2017 es confirmado como nuevo DT del Patriotas Boyacá Femenino en reemplazo de Mauricio Galindo; la noticia la dio a conocer el presidente del club César Guzmán en un comunicado de prensa.

## Clubes

### Como jugador
| Club                   | País      | Año       |
| ---------------------- | --------- | --------- |
| Lanceros Boyacá        | Colombia  | 1996-1998 |
| Deportivo Pereira      | Colombia  | 1998-1999 |
| Deportivo Cali         | Colombia  | 2000-2001 |
| Deportes Quindío       | Colombia  | 2002-2003 |
| Independiente Medellín | Colombia  | 2003-2005 |
| Deportivo Pasto        | Colombia  | 2005-2007 |
| Estudiantes de Mérida  | Venezuela | 2007      |
| Boyacá Chicó           | Colombia  | 2008      |
| Deportivo Pasto        | Colombia  | 2009      |
| Boyacá Chicó           | Colombia  | 2012-2013 |
| Al-Gharafa             | Catar     | 2014      |

### Como entrenador
| Club                      | País     | Año           |
| ------------------------- | -------- | ------------- |
| Patriotas Boyacá Femenino | Colombia | 2017-presente |

## Estadísticas como entrenador
Actualizado al último partido dirigido Patriotas Boyacá Femenino 3-2 La Equidad Femenino el 6 de mayo de 2017.
| Equipo                    | Torneo            | Partidos  | Partidos | Partidos | Partidos | Goles | Goles | Goles | Goles |
| Equipo                    | Torneo            | Dirigidos | G        | E        | P        | GF    | GC    | DG    |       |
| ------------------------- | ----------------- | --------- | -------- | -------- | -------- | ----- | ----- | ----- | ----- |
| Patriotas Boyacá Femenino |                   |           |          |          |          |       |       |       |       |
| Liga 2017                 | 8                 | 2         | 1        | 5        | 8        | 17    | -9    |       |       |
| Total club                | 8                 | 2         | 1        | 5        | 8        | 17    | -9    |       |       |
| Consolidado Total         | Consolidado Total | 8         | 2        | 1        | 5        | 8     | 17    | -9    |       |

## Palmarés

### Campeonatos nacionales
| Título          | Club                   | País     | Año  |
| --------------- | ---------------------- | -------- | ---- |
| Torneo Apertura | Independiente Medellín | Colombia | 2004 |
| Torneo Apertura | Deportivo Pasto        | Colombia | 2006 |
| Torneo Apertura | Boyacá Chicó           | Colombia | 2008 |
| Primera B       | Deportivo Pasto        | Colombia | 2011 |